# Nguyễn Nguyên
Nguyễn Nguyên (Chữ Hán: 阮元; 1764 - 1849), tự Bá Nguyên (伯元), hiệu Vân Đài (芸臺), Lôi Đường Am chủ (雷塘庵主), những năm cuối đời có hiệu Di Tính Lão nhân (怡性老人), Tiết Tính Lão nhân (节性老人). Ông là một nhà chính trị, một nhà kinh học  theo học phái Càn gia.

## Tiểu sử
Nguyễn Nguyên là một người Hán ở Giang Tô, quê quán là trấn Tứ Hòe, huyện Nghi Trưng, phủ Dương Châu (nay thuộc khu Hàn Gian, thành phố Dương Châu). Ông sinh vào năm Càn Long thứ 29 (1764) ở Nghi Trưng huyện.
Năm Càn Long thứ 54 (1789), ông đậu Tiến sĩ, trở thành Thứ Cát sĩ của Hàn Lâm viện, không lâu sau trở thành Biên tu, giám sát Sơn Đông học chính, nhậm Thị lang.
Năm Gia Khánh thứ 2 (1797), lúc ông đứng đầu Chiết Giang Học chính đã tuyển chọn thư sinh Chiết Giang tập trung ở Cô Sơn, biên soạn "Kinh Tịch soạn cổ". 4 năm sau, cũng tại đây, ông đã thành lập "Cổ kinh tinh xá" (hiện nay là Viện bảo tàng Chiết Giang), tôn chỉ là đào tạo về tinh thần.
Năm thứ 3 (1798), ông nhậm Tuần phủ Chiết Giang, cùng với Lý Trường Canh giám sát thủy quân thảo phạt cướp biển, bắt tay vào xây dựng đê chắn biển. Sau đó, lần lượt nhậm Tổng đốc của Hồ Quảng, Lưỡng Quảng, Vân Quý. Trong lúc nhậm chức, ông chủ trương tăng cường phòng thủ trên biển, đối đầu với sự gây hấn của quân Anh, cũng nhiều lần trấn áp hoạt động của Thiên Địa hội.
Năm thứ 14 (1809), sau khi Nguyễn Nguyên bị Lưu Phượng cáo trạng về việc làm rối kỷ cương tại trường thi, ông bị cách chức Tuần phủ Chiết Giang. Cũng năm này, ông tình nguyện đảm nhiệm Quốc sử quán Tổng tập, phụ trách tổng biên tập "Quốc sử Nho lâm truyện". Từ năm Càn Long thứ 30 (1765), Càn Long Đế đã ra lệnh biên soạn "Quốc sử Nho lâm truyện", nhưng vì nhiều nguyên nhân mà việc này luôn bị kéo dài.
Năm thứ 16 (1811), ông được bổ nhiệm làm Thiếu Chiêm sự của Chiêm Sự phủ . Tháng 12 cùng năm, nhậm Nội các Học sĩ kiêm Lễ bộ Thị lang.
Năm thứ 17 (1812), tháng 5, ông nhậm chức Hữu Thị lang của Công bộ, kiêm quản sự vụ về luật pháp tiền tệ. Tháng 8, thay thế Hứa Triệu Nhung trở thành Tào vận Tổng Đốc. Ngày 20 cùng tháng, "Nho lâm truyện cảo" giao cho Quốc sử quán.
Năm Đạo Quang nguyên niên (1821), ông dâng tấu nêu rõ việc cấm nha phiến, xin tăng thêm trách nhiệm của người bán và người đem chúng theo thuyền nhập cảng. Lúc ông nhậm chức ở Hàng Châu đã đẩy mạnh việt nạo vét khơi thông Tây Hồ, lại đem bùn nạo vét được đắp thành một gò đất nhỏ, người đời sau thường gọi là "Nguyễn công đôn" (tức gò Nguyễn công), hiện nay là một nơi tham quan ngắm cảnh.
Năm thứ 18 (1838), lúc này ông đang ở vị trí Thể Nhân các Đại học sĩ thì xin cáo lão về hưu. Ông được ban hàm Thái tử Thái bảo, kiêm Thái phó.
Năm thứ 29 (1849), ông qua đời, thọ 86 tuổi. Ông được triều đình truy thụy "Văn Đạt" (文达).

## Tác phẩm

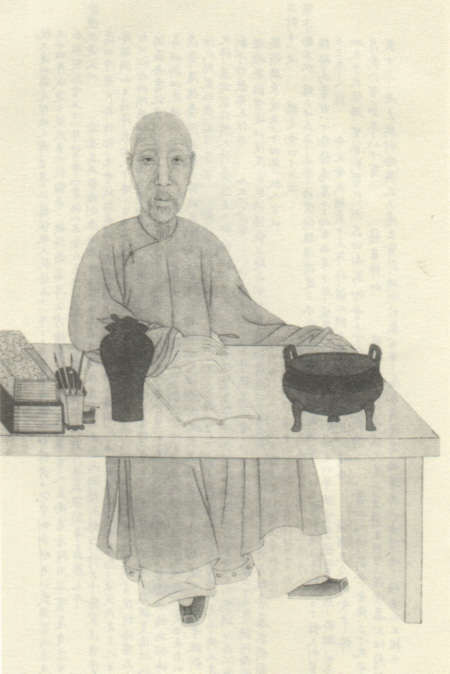
Chân dung khác của Nguyễn Nguyên

Nguyễn Nguyên am hiểu nghiên cứu, tinh thông kinh học, đã biên soạn nhiều tác phẩm như Hoàng Thanh kinh giải (皇清经解), Thập tam kinh chú sơ (十三经注疏) và vô số sách thư của các địa phương ông từng đến.
Ông cũng biên soạn nhiều bộ sử Thanh như
- Nho Lâm truyện (儒林传)
- Văn Uyển truyện (文苑传)
- Trù Nhân truyện (畴人传)

trùng tu các bộ
- Chiết Giang thông chí (浙江通志)
- Quảng Đông thông chí (广东通志)

Ngoài ra, ông còn đóng góp vào Tứ khố Toàn thư hơn 100 bộ thư tịch cổ. Với mỗi quyền, ông đều biên soạn một cuốn "Đề yếu" đề nêu ra trọng điểm.
Những năm Gia Khánh, Nguyễn Nguyên sưu tập thi tác của 1636 học giả người Dương Châu, biên soạn thành "Hoài hải anh linh tập" (淮海英灵集) và "Tục tập" (续集).
Sau đó ông lại thu thập thi tác của 3133 học giả ở Chiết Giang, biên soạn thành "Lưỡng Chiết du hiên lục" (两浙輶轩录).